# Supertaça Cândido de Oliveira 2011
La Supertaça Cândido de Oliveira 2011 è stata la 34ª edizione di tale competizione, l'11ª a finale unica. È stata disputata il 7 agosto 2011 allo Stadio comunale di Aveiro. La sfida ha visto contrapposte il Porto, vincitore della Primeira Liga 2010-2011 e della Taça de Portugal 2010-2011, e il Vitória Guimarães, finalista perdente della Taça de Portugal 2010-2011.
A conquistare il trofeo, per la diciottesima volta nella storia, è stato il Porto, che si è imposto sul Vitória Guimarães per 2-1 grazie ad una doppietta di Rolando.

## Tabellino
| Arbitro: | Pedro Proença |

|                 |           |             |
| Rolando 4’, 41’ | Marcatori | 33’ Toscano |

| Porto | Vitória de Guimarães |

| PORTO:          |    |                    |     |     |
|                 |    |                    |     |     |
| P               | 1  | Hélton ()          |     |     |
| D               | 21 | Cristian Săpunaru  |     |     |
| D               | 4  | Maicon             |     |     |
| D               | 14 | Rolando            |     |     |
| D               | 13 | Jorge Fucile       | 58’ |     |
| D               | 23 | Souza              |     |     |
| C               | 28 | Rúben Micael       |     | 66’ |
| C               | 8  | João Moutinho      |     | 85’ |
| C               | 17 | Silvestre Varela   |     | 66’ |
| A               | 11 | Kléber             |     |     |
| A               | 12 | Hulk               |     |     |
| A disposizione: |    |                    |     |     |
| P               | 31 | Rafael Bracalli    |     |     |
| D               | 16 | Henrique Sereno    |     |     |
| D               | 30 | Nicolás Otamendi   |     |     |
| C               | 6  | Fredy Guarín       |     | 66’ |
| C               | 7  | Fernando Belluschi |     | 85’ |
| C               | 9  | Radamel Falcao     |     | 66’ |
| C               | 20 | Djalma             |     |     |
| Allenatore:     |    |                    |     |     |
| Vítor Pereira   |    |                    |     |     |

| VITÓRIA DE GUIMARÃES: |    |                   |     |     |
|                       |    |                   |     |     |
| P                     | 1  | Nilson            |     |     |
| D                     | 79 | Alex ()           |     |     |
| D                     | 40 | João Paulo        | 64’ |     |
| D                     | 44 | Mahamadou Ndiaye  | 73’ |     |
| D                     | 33 | Anderson Santana  |     |     |
| C                     | 5  | Issam El Adoua    |     |     |
| C                     | 18 | Leonel Olímpio    |     | 72’ |
| C                     | 14 | Jean Barrientos   |     | 76’ |
| A                     | 7  | Tiago Targino     | 70’ |     |
| A                     | 20 | Faouzi Abdelghani |     | 57’ |
| A                     | 8  | Marcelo Toscano   |     |     |
| A disposizione:       |    |                   |     |     |
| P                     | 83 | Douglas           |     |     |
| D                     | 3  | Rodrigo Defendi   |     |     |
| D                     | 55 | Tony              |     |     |
| C                     | 80 | João Alves        |     | 72’ |
| C                     | 4  | Pedro Mendes      |     | 76’ |
| C                     | 26 | Dinis             |     |     |
| A                     | 77 | Maranhão          |     | 57’ |
| Allenatore:           |    |                   |     |     |
| Manuel Machado        |    |                   |     |     |